# IELTS
IELTS (International English Language Testing System) è un test appositamente progettato per chi vuole studiare o lavorare in un Paese di lingua inglese. È ufficialmente riconosciuto in Regno Unito, Australia, Canada, Irlanda, Sudafrica, Nuova Zelanda e Stati Uniti come verifica linguistica per l'ammissione ai corsi universitari o per l'immigrazione. In Italia è gestito da IDP Education e dal British Council.

## Tipi di esame
L'esame IELTS prevede due diverse versioni, a seconda dello scopo per cui si svolge l'esame:
- Academic: è la versione adatta a chi ha intenzione di frequentare un'università o master in un paese anglofono. Prevede prove più difficili per le prove di reading (lettura) e writing (scrittura), in quanto si deve dimostrare la propria conoscenza di un linguaggio accademico adatto allo studio a livello universitario.
- General Training: adatta a chi si sottopone all'esame a scopo di studio non universitario, a scopo professionale o di immigrazione in Australia, Canada e Nuova Zelanda. Il reading e il writing sono uguali ma incentrati su argomenti differenti, atti a dimostrare l'effettiva capacità dell'individuo di integrarsi nel paese ospitante.

Le prove per la versione Academic sono incentrate sulla lettura di grafici e tabelle, mentre per la versione General Training sono basate su trafiletti di giornale e parti di libri o brochure informative.

## Prove d'esame
L'esame si svolge in quattro diversi moduli. Per le prove di listening e reading vengono consegnati due fascicoli con i testi dell'esame e un foglio per le risposte. Per la prova di writing viene fornito un altro fascicolo con le indicazioni e un foglio protocollo dove scrivere i testi richiesti. La prova di speaking viene registrata e appunti sulle diverse abilità di linguaggio vengono annotati direttamente dall'esaminatore.

### Listening
La prova di ascolto si svolge in circa 40 minuti. Al candidato all'esame viene chiesto di ascoltare una registrazione di circa 30 minuti, una volta soltanto, comprendente quattro dialoghi in ordine crescente di difficoltà, su argomenti che variano dall'uso comune fino ad una trattazione più specifica. Al termine della registrazione vengono forniti 10 minuti per correggere e trascrivere le proprie risposte. Scopo del test è valutare la capacità di cogliere i dettagli di una normale conversazione quali indirizzi, titoli, nomi, e riportarli sulla scheda delle risposte. La prova di listening è identica sia per l'Academic che per il General Training.

### Reading
La prova di lettura si svolge in un'ora. Al candidato viene chiesto di leggere vari testi sugli argomenti più disparati e rispondere alle domande richieste e completare degli schemi o dei riassunti con le parole del testo. 
Questo test presenta diverse caratteristiche a seconda del formato d'esame richiesto:
- I candidati per il General Training hanno come testo brevi messaggi pubblicitari, descrizioni di attività commerciali e semplici articoli, e viene loro richiesto di rispondere ad alcune domande riguardanti il testo proposto, riconoscere gli argomenti contenuti in ogni paragrafo, completare frasi incomplete e stabilire la veridicità di diverse affermazioni basandosi sul testo di riferimento.
- I candidati per l'Academic hanno come testo articoli specialistici di argomento scientifico, storico, politico e culturale, e devono completare frasi incomplete, abbinare i titoli ai paragrafi di un testo, rispondere a brevi domande e stabilire la veridicità delle frasi riportate in modo simile alla versione General.

### Writing
La prova di scrittura si svolge anch'essa in un'ora. Il candidato all'esame deve scrivere due diversi testi, uno per ogni richiesta o "task". Anche questo test prevede richieste diverse a seconda della versione d'esame scelta:
- Per i candidati per il General Training si chiede come prima task di scrivere una lettera, formale o amichevole, seguendo le indicazioni riportate. La seconda prevede la trattazione di una problematica comune in forma di testo argomentativo, dove si richiede di esporre la propria opinione su tale argomento.
- I candidati per l'Academic devono invece spiegare come prima task uno schema riportato sul foglio d'esame. La seconda prevede anche in questo caso la trattazione di una problematica in forma di testo argomentativo, ma di argomento più specifico, che può richiedere conoscenze scientifiche, storiche, sociologiche, politiche.

### Speaking
La prova di conversazione si svolge in 12-15 minuti. Al candidato si chiede di rispondere alle domande di un esaminatore, discutendo di se stesso, dei propri gusti e abitudini e di problematiche sociali o politiche contemporanee. Ad un certo punto della prova, l'esaminatore presenta un foglio con un argomento su cui riflettere per un minuto, e delle indicazioni su come esporre la propria risposta, che deve durare per un tempo di almeno 1-2 minuti. La valutazione dello speaking è incentrata prima di tutto sulla capacità di comunicare. Vengono inoltre tenuti in considerazione la pronuncia, il lessico, la sicurezza, la chiarezza e la velocità di risposta.

## Risultati dell'esame
I risultati sono disponibili al massimo dopo 13 giorni dalla data dell'esame e vengono spediti direttamente a casa del candidato, oltre ad essere disponibili online per 28 giorni. Si riceve un Test Report Form in cui vengono elencati tutti i moduli e la performance del candidato in ogni modulo, con un punteggio da 9 (Utente esperto) a 1 (Non utente). La media dei quattro voti (nel caso di decimali diversi da ",5", arrotondata alla mezza unità più vicina) rappresenta il punteggio finale dell'esame. Solitamente, un punteggio 4 è il minimo ai fini dell'immigrazione, dal 6 al 7,5 per l'iscrizione ad un'università e per l'iscrizione ad un master universitario.
Ogni fascia di punteggio ("band") corrisponde ad un certo livello di competenza di linguaggio. I punteggi sono descritti, in inglese, sul foglio dei risultati, traducibili in questo modo:

### Band 9 - Expert User
(Utente Esperto) Possiede un totale controllo operativo del linguaggio: appropriato, accurato e fluente con comprensione completa.

### Band 8 - Very Good User
(Utente Molto Bravo) Possiede un totale controllo operativo del linguaggio con solo occasionali inaccuratezze ed inappropriatezze non sistematiche. Incomprensioni potrebbero occorrere in situazioni non familiari. Maneggia bene un'argomentazione complessa e dettagliata.

### Band 7 - Good User
(Utente Bravo) Possiede controllo operativo del linguaggio, anche se con occasionali inaccuratezze, inappropriatezze ed incomprensioni in certe situazioni. In generale sa destreggiarsi bene con un linguaggio complesso e comprende ragionamenti dettagliati.

### Band 6 - Competent User
(Utente Competente) Ha generalmente un comando efficace del linguaggio nonostante alcune inaccuratezze, inappropriatezze ed incomprensioni. È capace di utilizzare e comprendere un linguaggio abbastanza complesso, in particolare in situazioni familiari.

### Band 5 - Modest User
(Utente Modesto) Ha un controllo parziale del linguaggio, riuscendo a capire il significato generale nella maggior parte delle occasioni, nonostante sia facile che commetta molti errori. Dovrebbe essere capace di far fronte ad una comunicazione di base nel proprio campo.

### Band 4 - Limited User
(Utente Limitato) La competenza di base è limitata alle situazioni familiari. Ha frequenti problemi di comprensione ed espressione. Non è in grado di utilizzare un linguaggio complesso.

### Band 3 - Extremely Limited User
(Utente Estremamente Limitato) Comunica e comprende solo il significato generale in situazioni molto familiari. Capitano frequenti interruzioni nella comunicazione.

### Band 2 - Intermittent User
(Utente Intermittente) Nessuna comunicazione reale è possibile eccetto informazioni molto basilari utilizzando parole isolate o brevi frasi fatte in situazioni familiari e per fronteggiare bisogni immediati. Ha enormi difficoltà a comprendere l'inglese scritto e parlato.

### Band 1 - Non User
(Non Utente) Essenzialmente non ha alcuna abilità d'uso del linguaggio, con la eventuale eccezione di un ristretto numero di parole isolate.

### Band 0 - Did Not Attempt The Test
(Non si è sottoposto all'Esame) Non sono stati forniti dati esaminabili.

## Equipollenza esami
Il livello raggiunto in questo test è comparabile con il Quadro Comune Europeo e con quanto richiesto per superare gli esami Cambridge (Cambridge Assessment English).
| Quadro Comune Europeo | Cambridge Assessment English | IELTS Exam |
| C2                    | CPE                          | 8,5 - 9    |
| C1                    | CAE                          | 7 - 8      |
| B2                    | FCE                          | 5,5 - 6,5  |
| B1                    | PET                          | 4,5 - 5    |
| A2                    | KET                          | 3,5 - 4    |
| A1                    |                              | 2,5 - 3    |